# Thrive
Thrive este un film documentar din 2011 regizat de Steve Gagné și Kimberly Carter Gamble care prezintă o teorie a conspirației despre o presupusă ocultă mondială care ar dori dominația lumii prin control absolut și guvern mondial.

## Prezentare
Thrive (Prosperă) este un film documentar neconvențional care pretinde că prezintă ceea ce se întâmplă cu adevărat în lumea noastră începând cu finanțele și terminând cu oculta mondială care stăpânește lumea. 
Documentarul pornește de la premiza că a prospera este tendința naturală a vieții dar astăzi majoritatea oamenilor de pe planetă sunt obligați nu să prospere ci să supraviețuiască.
„Universul s-a chinuit vreme de 14 miliarde de ani numai pentru a crea o specie care va sfârși ca inamic al vieții însăși și al propriului cămin? Nu cred asta! Numele meu este Foster Gamble și am petrecut aproape întreaga viață încercând să aflu ce se întâmplă, cine anume este responsabil pentru această uluitoare agonie și lipsurile de pe această planetă.”—Thrive
Filmul este împărțit în trei părți: The code (Codul), The problem (Problema) și Solutions (Soluții).

### Codul

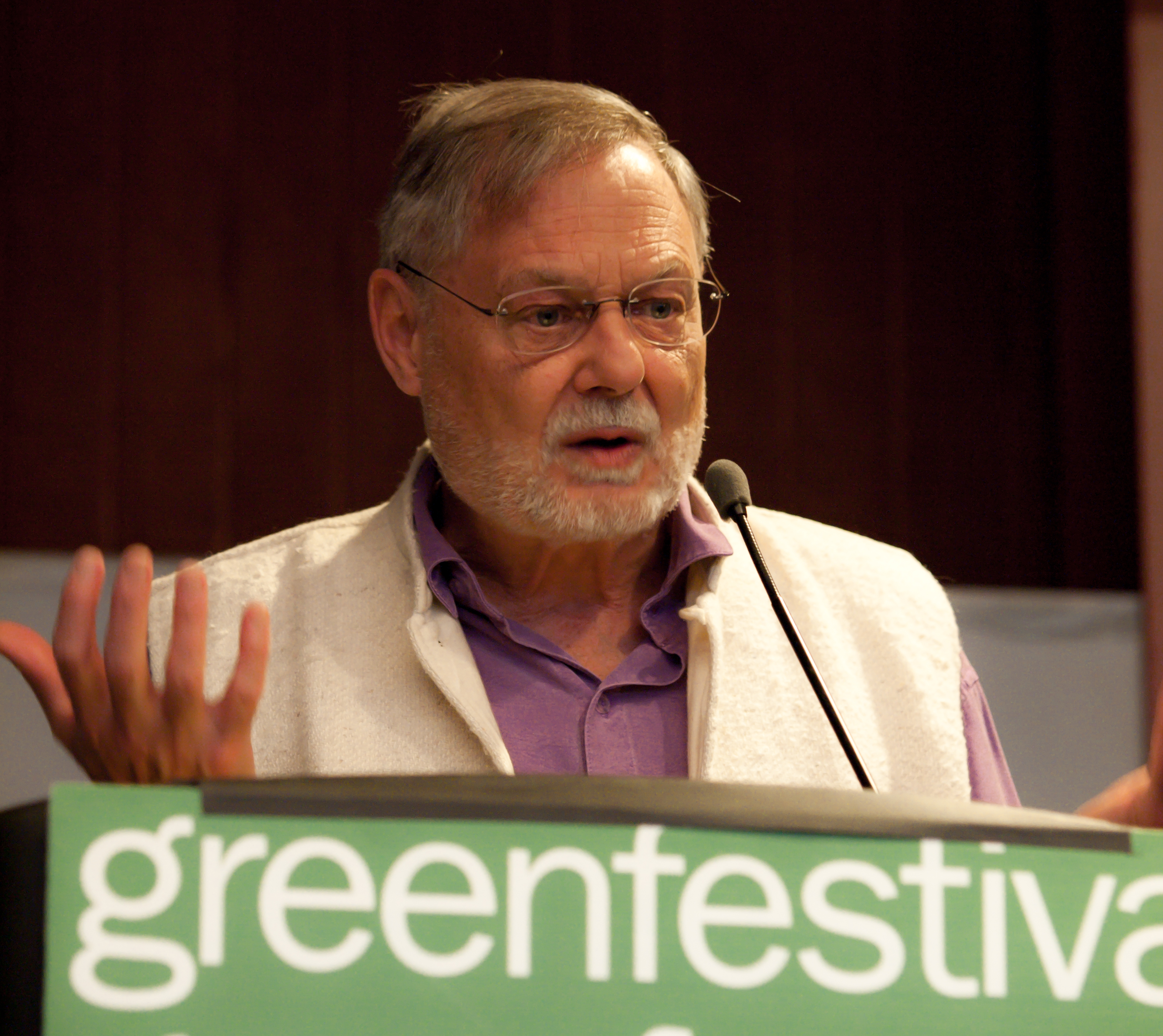
Duane Elgin în 2010

Arthur M. Young (1905-1995) sau Duane Elgin cred că torul este tiparul fundamental, folosit de natură pentru a genera viața, la orice nivel. Torul poate fi găsit în secțiunea unei portocale sau a unui măr, în natura
dinamică a unei tornade, în câmpul magnetic din jurul Pământului, planetelor sau în câmpul magnetic din jurul unui individ, în structura de vârtej a unei întregi galaxii sau în structura atomului.
„Universul este o fabrică toroidală, în dezvoltare !”—Thrive

### Problema
„Avem un parazit care manipulează și care se hrănește pe seama întregului. Trăim într-o economie parazită, în care elita financiară este tenia, ce se hrănește cu noi și nu le place când lumea le distruge acoperirea.”
Conform filmului, Sistemul Federal de Rezerve al Statelor Unite ale Americii este o corporație privată care are monopolul fabricării banilor și nu poate fi trasă la răspundere, deoarece conduce și este susținută de un guvern ce deține monopolul asupra forței. De când a apărut Sistemul Federal de Rezerve, puterea de cumpărare a dolarului a scăzut cu mai mult de 96%: 
După 16 ani de la apariția Sistemului Federal de Rezerve, Statele Unite au trecut prin marea criză economică (1928). 
Foster Gamble este de părere că, pe baza cercetărilor pe care le-a efectuat, înainte de marea criză bancherii de elită (familia Rothschild, Rockefeller, Morgan etc.) și-au retras banii de la bursă, iar apoi după criză cu acești bani au cumpărat acțiuni ieftine și bănci falimentare mai mici, pentru un cent la dolar.
„Un scenariu similar a fost înscenat în colapsul financiar din 2007, cu aceeași bancheri ca beneficiari.”
În anii dinaintea colapsului, marile bănci, printre care Bank of America, City Group și Chase, controlate de familiile Rothschild, Rockefeller și Morgan, se luptau să comercializeze credite slabe, care știau că se vor prăbuși, într-un final. Oamenii și-au pierdut casele, slujbele, afacerile și pensiile. Între timp, marile bănci, care declanșaseră problemele, sunt cele care au primit subvenții.
Senatorul american Dick Durbin a declarat la WJJG Radioa 1530 AM în aprilie 2009 că Băncile încă au cel mai puternic lobby din Congres și, sincer vorbind, ei sunt proprietarii lui.
Jim Grant, editor la Grant’s Interest Rate Observer, consideră că bilanțul Sistemului Federal de Rezerve este atât de dezastruos încât ar putea fi închisă dacă ar fi supusă unui audit convențional.
David Icke despre Federal Reserve și bănci în general care aruncă undița și apoi strâng firul undiței ca să vadă ce avere a strâns:
„Etapa întâi e ca și cum ai arunca undița! În prima etapă pui mulți bani sau/și unități de schimb în circulație. Faci asta coborând ratele dobânzilor și făcând multe credite. Aceasta e partea ciclului pe care noi o numim boom. Fiindcă sunt multe unități de schimb în circulație, sunt mulți bani ce trec din mână-n mână. Și asta generează o activitate economică intensă, generează locuri de muncă și, pe măsură ce se cheltuiesc tot mai mulți bani, cererea e mai mare. Deci companiile iau tot mai multe credite, bani la liber, pentru a-și crește producția. Oamenii capătă încredere în modul lor de viață cotidian: "Hei, muncesc pentru această companie, care are o mulțime de comenzi, o duc chiar grozav, slujba mea e sigură, așa că putem avea o casă mai mare !" Apoi încep să schimbe jocul! Ceea ce fac este că încep să strângă firul undiței. Împing în sus ratele dobânzilor! Acum tot mai puțini oameni continuă să primească credite și fac criteriile de acordare a criteriilor bancare să fie, oricum, mai restrictive. Și, de asemenea, acum, la rate crescute ale dobânzilor, o mai mare parte a venitului oamenilor va plăti suplimentul de dobândă și nu va mai fi circulat prin achiziția de bunuri. Dintr-o dată nu mai sunt atât de mulți bani în circulație și, ca atare, tot mai puține lucruri sunt achiziționate. Companiile încep să decadă, în ceea ce privește profiturile, încetează să mai creeze locuri de muncă și încep să iasă din afaceri. Oamenii își pierd slujbele și nu mai pot plăti ipotecile, pentru casele mari achiziționate în vremurile bune. Acum, ceea ce fac băncile este să strângă firul undiței, fiindcă, pe măsură ce dau faliment companiile și indivizii, băncile obțin bogăție reală, proprietățile, terenul, resursele care le-au fost ipotecate, pentru că au împrumutat simple cifre pe un ecran. Acest ciclu economic al aruncatului și strânsului undiței, în care se introduc mulți bani în circulație, funcționează de secole. Și ceea ce s-a făcut... a fost să se fure și să se acumuleze adevărata avere a lumii, în mâinile celor puțini.”—Thrive, min. 65
Documentarul afirmă că oculta mondială financiară a finanțat ambele tabere în al doilea război mondial și se întreabă ce ar mai putea dori acești oameni din moment ce au aproape tot capitalul omenirii în mâinile lor. G. Edward Griffin (autor al The Creature from Jekyll Island) răspunde că acestea doresc...
„...puterea globală. Au devenit elitele intelectuale, au început să creadă că au un plan mai bun decât al celorlalți, au ajuns la ideea că libertatea este periculoasă. Dacă le dai oamenilor libertate, știi ceva? S-ar putea să n-o folosească înțelept, așa cum credem noi că ar trebui folosită. Suntem mai deștepți decât ei toți și, spre binele lor, ar trebui să-i conducem !”—Thrive, min. 74
Despre presupusa strategie de dominare globală a ocultei care ar fi deja pusă în aplicare:
„Sculptează lumea în superstate, ce transcend granițelor naționale, pentru a le fi mai ușor să le conducă. Au înființat deja Uniunea Europeană și Uniunea Africană. Politicienii din SUA, Canada și Mexic, sub titulatura Parteneriatului de Securitate și Prosperitate, au lucrat la componenta nordică, a ceea ce s-ar putea numi, probabil, planurile unei Uniuni Americane. Asta se întâmplă de ani de zile, fără consimțământul cetățenilor sau al parlamentelor. O Uniune a Pacificului este deja în formare. Aceasta este organigrama tiraniei globale, structura controlului total.”—Thrive, min. 79

### Soluții
După ce Nikola Tesla nu a mai fost finanțat de J.P. Morgan, care și-a dat seama că nu va mai face profit din vânzarea de cupru pentru magistralele electrice dacă Tesla pune la punct transportul energiei electrice fără fir au mai existat numeroși inventatori care, potrivit filmului, au fost reduși la tăcere sau marginalizați prin diferite metode.
Adam Trombly, inspirat de munca lui Tesla și de posibilitățile oferite de tor, a construit un dinam (un
generator de curent continuu) care ar accesa energia electrică direct din aer imitând câmpul magnetic al unei planete și rotind acest aparat. Practic avem un magnet, care se rotește în spațiu și liniile fluxului magnetic sunt împinse în jos și în jurul său, în acest tipar toroidal al câmpului magnetic, de asemenea se extinde și se contractă, extrăgând energie din spațiu și o transformând-o. ONU și senatul SUA l-au invitat pe Adam Trombly să demonstreze funcționarea aparatului său. Dar administrația Bush a făcut ca dispozitivul să fie confiscat într-o razie guvernamentală.
Conform filmului, aproape de fiecare dată când un inventator descoperă o nouă tehnologie, promițătoare,
în domeniul energiei libere, este suprimat de autorități. Shelley Berkley, membru al Congresului SUA, a cerut declasificarea brevetelor de invenții în domeniul energiei libere.
- John Bedini

## Interviuri în film
În film sunt prezentate interviuri cu: Duane Elgin, Nassim Haramein, Steven M. Greer, Jack Kasher, Daniel Sheehan, Adam Trombly, Brian O'Leary, Vandana Shiva, John Gatto, John Robbins, Deepak Chopra, David Icke, Catherine Austin Fitts, G. Edward Griffin, Bill Still, John Perkins, Paul Hawken, Aqeela Sherrills, Evon Peter, Angel Kyodo Williams, Elisabet Sahtouris, Amy Goodman și Barbara Marx Hubbard.

## Critici aduse documentarului
- Charles Eisenstein[20][21]